# Bria
Bria er en by i det østlige Centralafrikanske Republik, med et indbyggertal (pr. 2003) på cirka 35.000. Byen er hovedstad i præfekturet Haute-Kotto.